# Контузла
Контузла (тат. Кондызлы) — деревня в Агрызском районе Республики Татарстан. Входит в состав Азёвского сельского поселения.

## История
Населённый пункт основан в конце XVIII века переселенцами из деревни Бобровка Козловской волости Сарапульского уезда Вятской губернии. До 1860-х годов жители были удельными крестьянами. В 1895 году была открыта земская школа.
До 1920 года деревня входила в Пьяноборскую волость Елабужского уезда Вятской губернии. С 1920 года включена в состав Вотской автономной области. С 1921 года перешла в состав Елабужского кантона ТАССР. С 10 августа 1930 года деревня переходит в состав Красноборского района, с 28 октября 1960 года — в состав Агрызского района, с 1 февраля 1963 года — в состав Елабужского района. 4 марта 1964 года деревня окончательно вернулась в состав Агрызского района.

## Географическое положение
Деревня расположена на расстоянии 4,5 км к югу от административного центра Азёвского сельского поселения — деревни Азёво. Расстояние до административного центра Агрызского района, города Агрыз, составляет 62 км.

## Демография
По данным на 1 января 2012 года наличное население деревни составило 27 человек, количество дворов — 12.
| 1859 | 1887 | 1905 | 1920 | 1926 | 1938 | 1949 | 1958 | 1970 | 1989 | 2002 | 2012 |
| ---- | ---- | ---- | ---- | ---- | ---- | ---- | ---- | ---- | ---- | ---- | ---- |
| 298  | 448  | 478  | 551  | 676  | 671  | 498  | 393  | 219  | 73   | 47   | 27   |

Национальный состав
Согласно результатам переписи 2002 года, в национальной структуре населения русские составили 64 %.

## Инфраструктура
На территории деревни имеется фельдшерско-акушерский пункт (численность персонала: 1 человек).

## Улицы
Единственная улица деревни — улица Дуброва.